# Brittas
Brittas är en ort i republiken Irland.   Den ligger i provinsen Leinster, i den östra delen av landet, 17 km sydväst om huvudstaden Dublin. Brittas ligger 231 meter över havet och antalet invånare är 171.
Terrängen runt Brittas är kuperad åt nordost, men åt sydväst är den platt.Runt Brittas är det ganska glesbefolkat, med 34 invånare per kvadratkilometer. Närmaste större samhälle är Dublin, 17,2 km nordost om Brittas. Trakten runt Brittas består i huvudsak av gräsmarker.